# Fredrik av Hessen-Darmstadt
Fredrik av Hessen-Darmstadt, född 28 februari 1616 i Darmstadt, död 19 februari 1682 i Breslau, var en tysk kardinal och biskop. Han var son till Ludvig V av Hessen-Darmstadt och dennes hustru Magdalena av Brandenburg.

## Biografi
Fredrik av Hessen-Darmstadt härstammade från en protestantisk familj, men upptogs år 1637 i Romersk-katolska kyrkan. Tio är senare, år 1647, utnämndes han till storprior av Johanniterorden i Tyskland.
År 1652 utsågs Fredrik av Hessen-Darmstadt av påve Innocentius X till kardinaldiakon med Santa Maria in Aquiro som titeldiakonia, vilken han tilldelades 1655. Som kardinal deltog han i konklaven 1655, vilken valde Alexander VII till ny påve.
Han utnämndes år 1672 till biskop av Breslau och vigdes i februari året därpå i kyrkan Sant'Ignazio i Rom.
Kardinal Fredrik av Hessen-Darmstadt har fått sitt sista vilorum i Sankta Elisabets-kapellet i Wrocławs katedral. Hans gravmonument är utfört av Domenico Guidi.

## Bilder
| - Kardinal Fredrik av Hessen-Darmstadts gravmonument av Domenico Guidi i Wrocławs katedral. |